# Hadromastix ruficrus
Hadromastix ruficrus är en skalbaggsart som först beskrevs av Carl Eduard Adolph Gerstäcker 1855.
Hadromastix ruficrus ingår i släktet Hadromastix och familjen långhorningar. Artens utbredningsområde är Botswana, Lesotho, Malawi, Moçambique, Swaziland och Zimbabwe. Inga underarter finns listade i Catalogue of Life.